# Auto da Barca da Glória
Auto da Barca da Glória é auto escrito por Gil Vicente em 1519. O Texto seguinte é apenas um simples resumo do auto original.

## Cena I - v. 1 a 147
O Satanás pergunta à Morte porque que é que esta só lhe traz gente humilde e simples, "os ricos e honrados não aparecem!". Entra, então, o primeiro personagem, um conde próspero. O Diabo acusa-o de ter gozado bem a vida. Apesar de denunciar todos os vícios do Diabo , este está predestinado a ser condenado, como todos os outros personagens, pois pertence à classe dos mais altos dignitários das instituições civis e eclesiásticas.

## Cena II - v. 148 a 240
o personagem seguinte é um Duque que foi severamente acusado pelo Diabo por muita cortesia que este personagem exigir, ele terá que entrar na Barca do Diabo.

## Cena III - v. 241 a 328
Segue-se o Rei, que também irá prosseguir para o Inferno, uma vez que pecou, não respeitando os humildes:
Porque fostes adorado
sem pensar que éreis da terra,
como os grandes mui irado,
dos pequenos descuidado.

## Cena IV - v. 329 a 408
Entra o Imperador, que, ao vangloriar-se dos seus feitos, nada heroicos, é conduzido à Barca do Inferno. Em vida foi cruel e extravagante.

## Cena V - v. 409 a 529
Começa a entrar a classe eclesiástica, sendo o primeiro personagem o Bispo. Este vem muito cansado e dirige-se à Barca do Inferno para descansar. Apesar de acreditar em Cristo, levou uma vida de pecado.

## Cena VI - v. 530 a 629
Entra o Arcebispo, que enquanto tivera vida tratara mal os pobres e desamparados, explorando-os monetariamente. E, por isso, conduzido para a barca do inferno.

## Cena VII - v. 630 a 706
Entra o Cardeal, que não é perdoado pelo Diabo, que o chama de "Vossa Premência ".

## Cena VIII - v. 707 a 816
O último personagem a entrar é o Papa, que pecou por usar da luxúria e da soberba. 